# Oecomys paricola
Oecomys paricola és una espècie de mamífer rosegador de la família dels cricètids. És endèmic del centre-nord del Brasil. El seu hàbitat natural són les selves tropicals. Està amenaçat per la desforestació provocada per l'expansió dels camps de conreu. Un estudi citogenètic, molecular i morfològic publicat el 2012 suggerí que O. paricola podria ser un complex d'espècies.